# بيتسرزفاخ

موقع قرية بيتسرزفاخ في بلدية أوبسترلاند، هولندا

بيتسرزفاخ (بالفريزية الغربية: Beetstersweach)‏ هي قرية يسكنها حوالي 3600 نسمة ببلدية أوبسترلاند بشرق مقاطعة فرايزلاند في هولندا.